# Sury-le-Comtal
Sury-le-Comtal és un municipi francès situat al departament del Loira i a la regió d'Alvèrnia-Roine-Alps. L'any 2007 tenia 5.329 habitants.

## Demografia

### Població
El 2007 la població de fet de Sury-le-Comtal era de 5.329 persones. Hi havia 2.044 famílies de les quals 560 eren unipersonals (232 homes vivint sols i 328 dones vivint soles), 560 parelles sense fills, 784 parelles amb fills i 140 famílies monoparentals amb fills.
La població ha evolucionat segons el següent gràfic:
Habitants censats

### Habitatges
El 2007 hi havia 2.313 habitatges, 2.076 eren l'habitatge principal de la família, 38 eren segones residències i 199 estaven desocupats. 1.799 eren cases i 432 eren apartaments. Dels 2.076 habitatges principals, 1.376 estaven ocupats pels seus propietaris, 667 estaven llogats i ocupats pels llogaters i 33 estaven cedits a títol gratuït; 91 tenien una cambra, 125 en tenien dues, 364 en tenien tres, 699 en tenien quatre i 797 en tenien cinc o més. 1.417 habitatges disposaven pel capbaix d'una plaça de pàrquing. A 796 habitatges hi havia un automòbil i a 924 n'hi havia dos o més.

### Piràmide de població
La piràmide de població per edats i sexe el 2009 era:
| Homes | Edats   | Dones |
| ----- | ------- | ----- |
| 0     | 95 o +  | 8     |
| 0     | 90 a 94 | 8     |
| 24    | 85 a 89 | 56    |
| 24    | 80 a 84 | 44    |
| 72    | 75 a 79 | 80    |
| 120   | 70 a 74 | 120   |
| 112   | 65 a 69 | 120   |
| 104   | 60 a 64 | 120   |
| 104   | 55 a 59 | 64    |
| 176   | 50 a 54 | 180   |
| 176   | 45 a 49 | 196   |
| 172   | 40 a 44 | 164   |
| 148   | 35 a 39 | 152   |
| 137   | 30 a 34 | 128   |
| 204   | 25 a 29 | 136   |
| 160   | 20 a 24 | 180   |
| 248   | 15 a 19 | 148   |
| 220   | 10 a 14 | 168   |
| 120   | 5 a 9   | 172   |
| 116   | 0 a 4   | 112   |

## Economia
El 2007 la població en edat de treballar era de 3.383 persones, 2.389 eren actives i 994 eren inactives. De les 2.389 persones actives 2.165 estaven ocupades (1.213 homes i 952 dones) i 224 estaven aturades (90 homes i 134 dones). De les 994 persones inactives 273 estaven jubilades, 328 estaven estudiant i 393 estaven classificades com a «altres inactius».

### Ingressos
El 2009 a Sury-le-Comtal hi havia 2.158 unitats fiscals que integraven 5.606,5 persones, la mediana anual d'ingressos fiscals per persona era de 15.986 €.

### Activitats econòmiques
Dels 258 establiments que hi havia el 2007, 5 eren d'empreses extractives, 4 d'empreses alimentàries, 2 d'empreses de fabricació de material elèctric, 21 d'empreses de fabricació d'altres productes industrials, 64 d'empreses de construcció, 47 d'empreses de comerç i reparació d'automòbils, 12 d'empreses de transport, 14 d'empreses d'hostatgeria i restauració, 9 d'empreses financeres, 9 d'empreses immobiliàries, 28 d'empreses de serveis, 27 d'entitats de l'administració pública i 16 d'empreses classificades com a «altres activitats de serveis».
Dels 91 establiments de servei als particulars que hi havia el 2009, 1 era una oficina de correu, 4 oficines bancàries, 1 funerària, 9 tallers de reparació d'automòbils i de material agrícola, 2 autoescoles, 12 paletes, 21 guixaires pintors, 3 fusteries, 10 lampisteries, 7 electricistes, 1 empresa de construcció, 8 perruqueries, 1 veterinari, 8 restaurants, 1 agència immobiliària, 1 tintoreria i 1 saló de bellesa.
Dels 14 establiments comercials que hi havia el 2009, 1 era un supermercat, 1 una botiga de menys de 120 m², 4 fleques, 2 carnisseries, 1 una llibreria, 2 botigues de roba, 1 una botiga de mobles, 1 una perfumeria i 1 una floristeria.
L'any 2000 a Sury-le-Comtal hi havia 46 explotacions agrícoles que ocupaven un total de 1.656 hectàrees.

## Equipaments sanitaris i escolars
El 2009 hi havia 2 farmàcies i 1 ambulància.
El 2009 hi havia 2 escoles maternals i 2 escoles elementals. Sury-le-Comtal disposava d'un liceu tecnològic amb 297 alumnes.

## Poblacions més properes
El següent diagrama mostra les poblacions més properes.